# Isaiah Firebrace

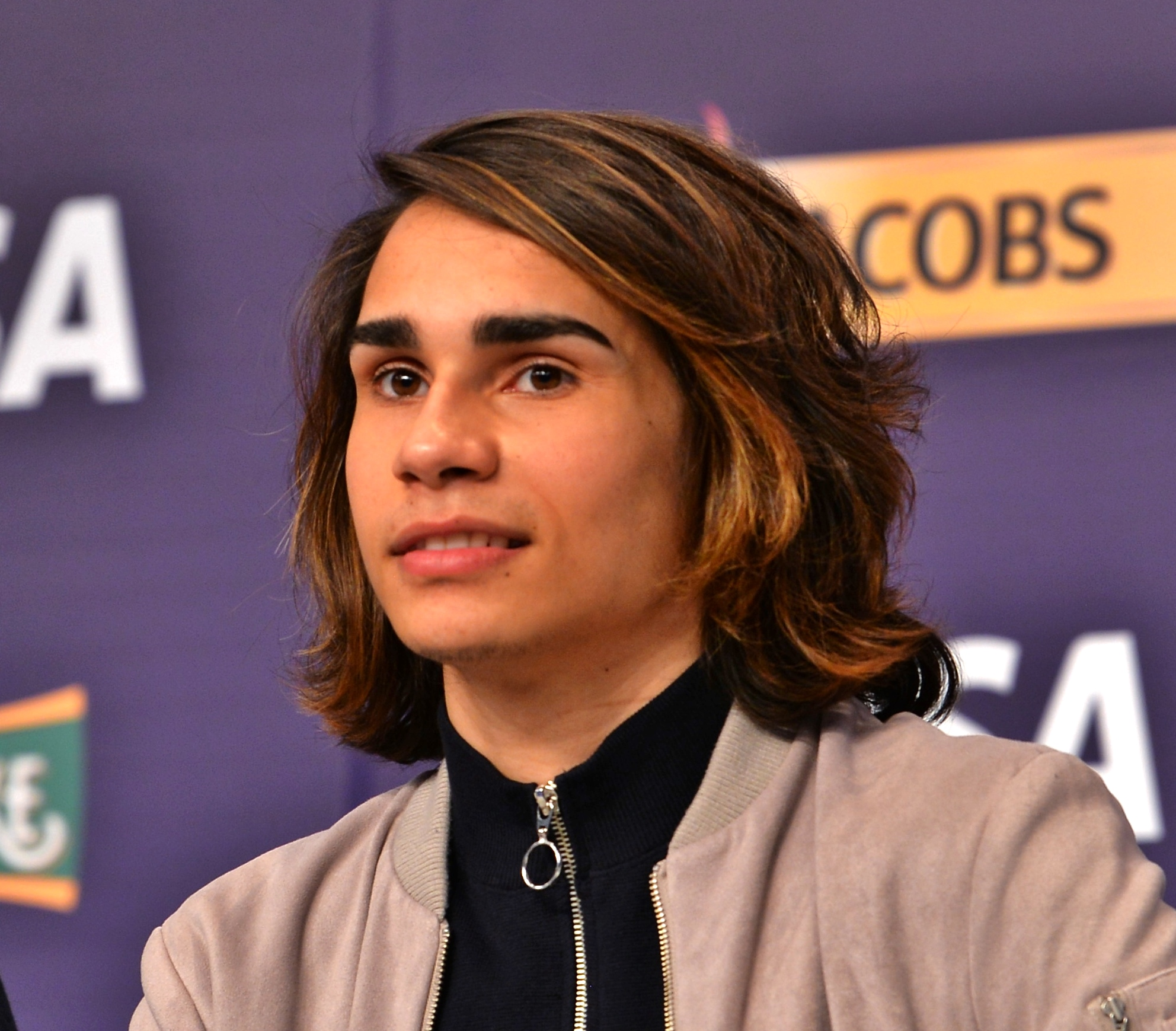
Isaiah Firebrace (2017)

Isaiah Firebrace (* 21. November 1999 in Moama, New South Wales), auch kurz Isaiah, ist ein australischer Popsänger. Er gewann 2016 die achte Staffel der australischen Ausgabe von The X Factor.

## Werdegang
Firebrace wurde als Sohn australischer Aborigines, der Volksgruppe der Yorta Yorta väterlicherseits und der Gunditjmara mütterlicherseits, in New South Wales geboren. Er hatte seinen ersten Auftritt vor Publikum bei einem Fast Track Song Contest in Melbourne und nahm an der 8. Staffel der australischen Ausgabe von The X-Factor teil und gewann. 2017 bekam er ein Stipendium an der David Jaanz School of Singing in Camberwell, Victoria.
Nach dem Sieg im Finale von The X Factor am 21. November 2016, seinem 17. Geburtstag, erhielt er einen Plattenvertrag bei Sony Music und seine Single It’s Gotta Be You kam bis auf Platz 26 der australischen Charts. Sein zwei Wochen später veröffentlichtes Debütalbum Isaiah erreichte Platz zwölf.
Am 7. März 2017 gab SBS bekannt, dass Firebrace Australien mit dem Lied Don’t Come Easy beim Eurovision Song Contest 2017 in Kiew vertreten wird. Dort konnte er sich für das Finale qualifizieren und belegte in diesem den neunten Platz.

## Diskografie

### Alben
| Jahr | Titel  | Höchstplatzierung, Gesamtwochen, AuszeichnungChartsChartplatzierungen (Jahr, Titel, Platzierungen, Wochen, Auszeichnungen, Anmerkungen) | Anmerkungen |
| Jahr | Titel  | AU | Anmerkungen |
| ---- | ------ | --- | ----------- |
| 2016 | Isaiah | AU12 (3 Wo.)AU |             |

### Singles
| Jahr | Titel Album              | Höchstplatzierung, Gesamtwochen, AuszeichnungChartsChartplatzierungen (Jahr, Titel, Album, Platzierungen, Wochen, Auszeichnungen, Anmerkungen) | Anmerkungen |
| Jahr | Titel Album              | AU | Anmerkungen |
| ---- | ------------------------ | --- | ----------- |
| 2016 | It’s Gotta Be You Isaiah | AU26 Platin · (1 Wo.)AU |             |

Weitere Singles
- 2017: Don’t Come Easy
- 2017: Streets of Gold
- 2018: Close to Me
- 2019: Spirit
- 2019: What Happened to Us
- 2020: Thinking About You
- 2020: Know Me Better
- 2020: You
- 2021: Blame on Me
- 2021: More Than Me

## Belege
1. 1 2  Penny Durham:  Q&A: Isaiah Firebrace, singer, 17 In: The Australian, 6. Mai 2017. Abgerufen am 11. Mai 2017 (englisch).
2. ↑   X Factor favourite Isaiah Firebrace living the dream In: Bendigo Advertiser, 4. November 2016. Abgerufen am 11. Mai 2017 (englisch).
3. ↑  Isaiah in den australischen Albumcharts. In: Australian-charts.com. Hung Medien, abgerufen am 18. März 2017.
4. ↑  Isaiah in den australischen Singlecharts. In: Australian-charts.com. Hung Medien, abgerufen am 18. März 2017.
5. ↑  Auszeichnungen für Musikverkäufe: AU

| Personendaten    | Personendaten           |
| ---------------- | ----------------------- |
| NAME             | Firebrace, Isaiah       |
| KURZBESCHREIBUNG | australischer Popsänger |
| GEBURTSDATUM     | 21. November 1999       |
| GEBURTSORT       | Moama, New South Wales  |